# Richard Lindzen
Richard Lindzen, per esteso Richard Sigmund Lindzen (Webster, 8 febbraio 1940), è un fisico e meteorologo statunitense.
Esperto in Fisica dell'atmosfera, è noto per i suoi lavori sulla dinamica della media atmosfera, delle cosiddette "maree atmosferiche" e sulla fotochimica dell'ozono. Ha pubblicato più di 200 tra documenti scientifici e libri. Dal 1983 fino al suo pensionamento nel 2013, fu professore di meteorologia presso il MIT. È stato l'autore principale del capitolo settimo di Physical Climate Processes and Feedbacks, del Terzo rapporto di valutazione dell'IPCC sul cambiamento climatico. È stato critico nei confronti del consenso scientifico a proposito del riscaldamento globale. e di quello che egli ha chiamato "allarmismo climatico".

## Gioventù e formazione
Di origine ebrea, Lindzen nacque l'8 febbraio 1940 a Webster, nel Massachusetts. Il padre, un ciabattino, era fuggito con la moglie dalla Germania nazista. La famiglia si trasferì, subito dopo la sua nascita, nel Bronx, ove crebbe in una casa di ebrei, ma in un quartiere ove prevalevano gli abitanti di religione cattolica.
Lindzen frequentò la Bronx High School of Science (ottenendo il National Merit Scholarship Program), il Rensselaer Polytechnic Institute e l'Università di Harvard. Ad Harvard, ottenne il baccalaureato in fisica nel 1960, seguito da un M.S. in matematica applicata nel 1961 e un PhD in matematica applicata nel 1964.
La sua tesi di dottorato, Radiative and photochemical processes in strato- and mesospheric dynamics, trattava le interazioni della fotochimica dell'ozono, il transfer radiativo e le dinamiche nella parte centrale dell'atmosfera.

## Carriera
Lindzen ha pubblicato lavori sulla cella di Hadley, meteorologia dei monsoni, atmosfera planetaria, instabilità fluidodinamica, tempo a media latitudine, trasmissione del calore globale, il ciclo dell'acqua, le ere glaciali e gli effetti stagionali dell'atmosfera. Il suo principale contributo alla letteratura accademica sul cambiamento climatico antropogenico è la sua proposta dell'Ipotesi Iris del 2001, insieme ai coautori Ming-Dah Chou e Arthur Y. Hou.
Egli è membro dell'Accademia nazionale delle scienze degli Stati Uniti d'America e del Consiglio di consulenza scientifica, sanitaria ed economica presso il Centro per le politiche pubbliche basate sulle scienze di Annapolis. Egli ha operato presso il MIT dal 1983, dopo aver ricoperto incarichi presso l'Università di Washington (1964–65), l'Istituto di Meteorologia Teoretica all'Università di Oslo (1965–67), il Centro nazionale per gli studi atmosferici degli Stati Uniti d'America (NCAR) (1966–67), l'Università di Chicago (1968–72) e l'Università di Harvard (1972–83). Ha tenuto anche brevemente la posizione di lettore esterno presso l'Università della California di Los Angeles (UCLA) nel 1967.
Al gennaio 2010 l'elenco delle sue pubblicazioni comprendeva 230 documenti e articoli pubblicati tra il 1965 e il 2008, con cinque in corso per il 2009. Egli è autore del testo standard sulle dinamiche atmosferiche e coautore della monografia Atmospheric Tides insieme a Sydney Chapman.
È stato professore di meteorologia presso il MIT dal 1983 fino al suo ritiro, come è stato riportato nella primavera del 2013 dal periodico del Dipartimento delle Scienze della Terra, Atmosfera e Planetarie del MIT. Il 27 dicembre 2013 il Cato Institute ha annunciato che egli era un Distinguished Senior Fellow nel loro Centro per gli Studi scientifici. Lindzen ha fatto parte anche del comitato scientifico dell'Istituto George C. Marshall.

## Primi lavori  (1964–1972)
Le prime opere di Lindzen riguardavano la fotochimica dell'ozono, l'aerodinamica dell'atmosfera centrale, la teoria delle "maree atmosferiche" e le onde planetarie. Il suo lavoro in questi campi lo condusse a un numero di scoperte scientifiche fondamentali, compresa la scoperta della profondità equivalente negativa nella teoria classica delle maree, spiegazioni per entrambe le quasi-biennali oscillazioni della stratosfera terrestre e il periodo di quattro giorni della superrotazione dell'atmosfera del pianeta Venere sulla sommità della nuvola.

### Fotochimica dell'ozono
La sua tesi di dottorato del 1964 riguardava le interazioni della fotochimica dell'ozono, il trasferimento radiativo e le dinamiche della parte centrale dell'atmosfera. Questo costituì la base del suo determinante Radiative and Photochemical Processes in Mesospheric Dynamics (Processi radiativi e fotochimici nelle dinamiche della mesosfera), che fu pubblicato in quattro parti nel Journal of the Atmospheric Sciences tra il 1965 e il 1966. Il primo di questi, Part I: Models for Radiative and Photochemical Processes, fu scritto insieme al collega di Harvard ed ex corelatore della tesi, Richard M. Goody, che è ben noto per il suo testo del 1964 Atmospheric Radiation. Gli studi di Lindzen e Goody (1965) sono stati ampiamente citati nel modello esatto della fotochimica dell'ozono del centro dell'atmosfera. Questo studio è stato ampiamente citato come fondante nell'esatta formulazione di un modello della fotochimica dell'ozono nel centro dell'atmosfera. Lo studio fu esteso nel 1973 includendovi gli effetti delle reazioni dell'azoto e dell'idrogeno, con la sua ex studentessa del PhD, Donna Blake, in Effect of photochemical models on calculated equilibria and cooling rates in the stratosphere (Effetto dei modelli fotochimici sugli equilibri calcolati e il tasso di raffreddamento).
Il lavoro di Lindzen sulla fotochimica dell'ozono è stato importante negli studi che riguardano gli effetti sul clima della riduzione antropogenica dell'ozono.

### Maree atmosferiche
Fin dai tempi di Laplace (1799), gli scienziati erano perplessi sul perché le variazioni di pressione misurate sulla superficie terrestre associate con la semi-diurna marea solare fossero superiori in ampiezza rispetto a quelle della marea diurna mentre intuitivamente ci si aspetterebbe che fosse prevalente il passaggio diurno (giornaliero) del sole. Lord Kelvin (1882) propose la cosiddetta teoria della "risonanza", mentre la marea semi-diurna sarebbe "selezionata" sulle oscillazioni diurne se l'atmosfera fosse in qualche modo in grado di oscillare liberamente con un periodo molto vicino alla 12 ore, in modo simile a quello in cui i suoni armonici vengono selezionati su una corda vibrante. Nella seconda metà del XX secolo le osservazioni non hanno confermato questa ipotesi e ne fu proposta una alternativa, che qualcosa deve invece sopprimere la marea diurna. Nel 1961, Manfred Siebert ha suggerito che l'assorbimento dell'irraggiamento solare da parte del vapor acqueo della troposfera potrebbe essere responsabile della riduzione della marea diurna. Comunque ciò mancò nell'includere il ruolo per l'ozono stratosferico. Questo fu rettificato nel 1963 dal fisico australiano Stuart Thomas Butler e dal suo studente K.A. Small, i quali mostrarono che l'ozono stratosferico assorbe una parte anche maggiore dell'irraggiamento solare.
Ciò non di meno la previsione della teoria classica della marea non va d'accordo con le osservazioni. Fu Lindzen, nella sua pubblicazione del 1966, On the theory of the diurnal tide, che mostrò come le soluzioni delle funzioni di Hough fornite da Bernhard Haurwitz alla equazione di Laplace sulle maree era incompleta: erano state omesse modalità con profondità equivalenti negative. Lindzen proseguì nel calcolare la risposta termica della marea diurna all'ozono e l'assorbimento del vapor acqueo in dettaglio e mostrò che quando venivano inclusi i suoi sviluppi teorici, le oscillazioni della pressione sulla superficie venivano previste con l'approssimazione dell'ampiezza e della fase osservate, come erano la maggior parte delle caratteristiche delle oscillazioni del vento diurno nella mesosfera. Nel 1967, insieme al suo collega della NCAR, Douglas D. McKenzie, Lindzen estese la teoria per comprendere un elemento della legge del raffreddamento di Newton, a causa delle emissioni di raggi infrarossi dell'anidride carbonica nella stratosfera insieme ai processi fotochimici dell'ozono. e quindi nel 1968 egli mostrò che la teoria prevedeva anche che le oscillazioni semi-diurne fossero insensibili alle variazioni nel profilo della temperatura, che è il motivo per cui è osservato molto più marcatamente e regolarmente sulla superficie.
Mentre operava come scienziato ricercatore presso il Centro nazionale per gli studi atmosferici degli Stati Uniti d'America (NCAR) a Boulder, nel Colorado, divenne amico del professor Sydney Chapman, che aveva contribuito alla teoria delle maree atmosferiche in numerose pubblicazioni dagli anni venti fino agli anni quaranta. Ciò portò alla pubblicazione congiunta nel 1969: una monografia di 186 pagine (ripubblicata come libro nel 1970) Atmospheric Tides.

### Oscillazioni quasi-bienniali
Sebbene a quel tempo non lo si avesse capito, l'oscillazione quasi biennale (QBO) fu osservata durante l'eruzione del Krakatoa del 1883, quando le ceneri del vulcano furono trasportate attorno al globo terrestre da est a ovest dai venti stratosferici in circa due settimane. Questi venti divennero noti con il nome di Krakatoa easterlies. Nel 1908 il meteorologo tedesco Arthur Berson osservò ancora il fenomeno con i suoi palloni aerostatici e vide che i venti soffiavano da ovest a 15 km di altezza s.l.m. nell'Africa tropicale. Questo fenomeno divenne noto con il nome di "Berson westerlies". Ma non fu che all'inizio degli anni sessanta che fu descritto per la prima volta il ciclo di ~ 26 mesi della QBO, in maniera indipendente da Richard J. Reed nel 1960 e da Veryhard ed Ebdon nel 1961.
Lindzen richiama la sua scoperta del meccanismo che sta alla base della QBO nell'articolo semi-autobiografico On the development of the theory of the QBO. Il suo interesse al fenomeno ebbe inizio nel 1961 quando il relatore del suo PhD, Richard M. Goody, avanzò l'ipotesi che i 20 mesi di calma per l'ozono stratosferico a 25 km di altezza nei tropici potesse in qualche modo essere correlato al periodo di 26 mesi della QBO e propose uno studio su questa idea. Lo scritto di Lindzen, Radiative and photochemical processes in mesospheric dynamics, Part II: Vertical propagation of long period disturbances at the equator ("I processi radiativi e fotochimici nelle dinamiche della mesosfera, Parte II: Propagazione verticale dei disturbi di lungo periodo all'equatore") documentano il fallimento di questo tentativo di spiegare la QBO.
Le opere di Lindzen sulle maree atmosferiche lo condussero a studiare le onde planetarie e la circolazione generale dell'atmosfera. Al 1967 egli aveva contribuito a numerosi documenti sulla teoria delle onde nella parte centrale dell'atmosfera. In Planetary waves on beta planes, egli ha sviluppato un'approssimazione del piano beta per semplificare le equazioni della teoria classica delle maree, mentre allo stesso tempo ha sviluppato le relazioni dello sviluppo nel tempo delle onde planetarie. Egli ha notato dalle sue equazioni che le onde viaggianti verso est (note come "onde di Rossby" fin dalla loro scoperta nel 1939 da parte di Carl-Gustav Arvid Rossby) e quelle che si muovono verso ovest (che lo stesso Lindzen contribuì nel definirle onde di Kelvin) con periodi inferiori a cinque giorni sono "intrappolate verticalmente". Nello stesso tempo comparve un importante documento di Booker e Bretherton, che Lindzen lesse con grande interesse. Booker e Bretherton mostrarono che le onde di gravità propagantesi verticalmente venivano completamente assorbite a un livello critico.
Alla sua opera del 1968, scritta insieme a James R. Holton, A theory of the quasi-biennial oscillation, Lindzen presentò la sua teoria della QBO dopo averlo testato in un modello numerico bidimensionale, che era stato sviluppato da Holton e John M. Wallace. Essi mostrarono come la QBO poteva essere guidata da onde gravitazionali con velocità di fase in entrambe le direzioni, verso ovest e verso est e che le oscillazioni sorgono attraverso un meccanismo coinvolgente una retroazione a due vie tra le onde e la corrente principale. Era una congettura audace, dato che era disponibile una modesta evidenza sperimentale sia per confermare che per smentire l'ipotesi. In particolare mancava ancora un'evidenza osservata delle onde viaggianti "Kelvin": Linzen postulò teoricamente la loro esistenza.  Lindzen afferma nella sua raccolta del 1987 che egli non vide questo studio fino a dopo che i documenti di Lindzen e Holton non erano già stati emessi.
Negli anni successivi alla pubblicazione del libro di Lindzen e Holton (1968), divennero disponibili con l'osservazione maggiori evidenze che confermarono i fondamenti dei meccanismi che guidano la QBO come aveva ipotizzato Lindzen. Comunque la teoria dell'interazione attraverso un livello critico di assorbimento fu riconosciuta incompleta e fu modificata per includervi l'importanza dell'attenuazione dovuta al raffreddamento radiativo. La teoria così riveduta fu pubblicata nel documento di Holton e Lindzen del 1972, An updatad theory for the quasibiennial cycle of the tropical stratosphere ("Una teoria aggiornata per il ciclo quasi-biennale della stratosfera tropicale").

### Superrotazione di Venere
Fin dagli anni 1960 era stato osservato un sorprendente fenomeno nell'atmosfera di Venere. Si vede l'atmosfera al di sopra della nube di base muoversi attorno al pianeta con velocità 50 volte superiore a quella di rotazione della superficie del pianeta stesso, ovvero in soli quattro/cinque giorni terrestri. Nel 1974 Stephen B. Fels e Lindzen proposero una teoria per spiegare la cosiddetta  "superrotazione" che sarebbe causata dalla marea termica atmosferica. Peter J. Gierasch propose l'anno successivo una teoria alternativa secondo la quale invece la circolazione meridionale (Hadley) poteva generare il momento rotazionale attraverso il mescolamento di correnti. L'effettiva causa del fenomeno continua a essere dibattuta in letteratura, con esperimenti sul Modello generale della circolazione, i quali suggeriscono che entrambi i meccanismi di Fels/Lindzen e di Gierasch siano implicati.

## Periodo intermedio (1972–1990)
Dal 1972 al 1982 Lindzen fu professore di meteorologia dinamica presso l'Università di Harvard. Da febbraio a giugno 1975 fu professore ospite di meteorologia dinamica al MIT e per parte del 1979 Lindzen fu professore esterno presso l'Università Ebraica di Gerusalemme, prima di andare al MIT come professore di Meteorologia.
Durante questo periodo Lindzen pubblicò alcune ricerche sulle onde di gravità, e sulla circolazione di Hadley. Egli è classificato fra i 10 scienziati membri della squadra di autori dell'Accademia nazionale delle scienze del 1975 della pubblicazione Understanding Climatic Change: A Program for Action.

## Opere recenti (1990–oggi)

### Sensibilità climatica
Lindzen ha ipotizzato che la Terra possa agire come un Iris infrarosso. Un incremento della temperatura della superficie marina ai tropici provocherebbe una riduzione dei cirri e quindi una maggiore uscita di energia sotto forma di radiazione infrarossa dall'atmosfera della Terra. In aggiunta l'innalzamento della temperatura causerebbe una maggiore secchezza a causa dell'aumento della subsidenza atmosferica. Quest'ipotesi suggerisce una controreazione che contrasterebbe gli effetti del riscaldamento per CO2 abbassando la sensibilità del clima.

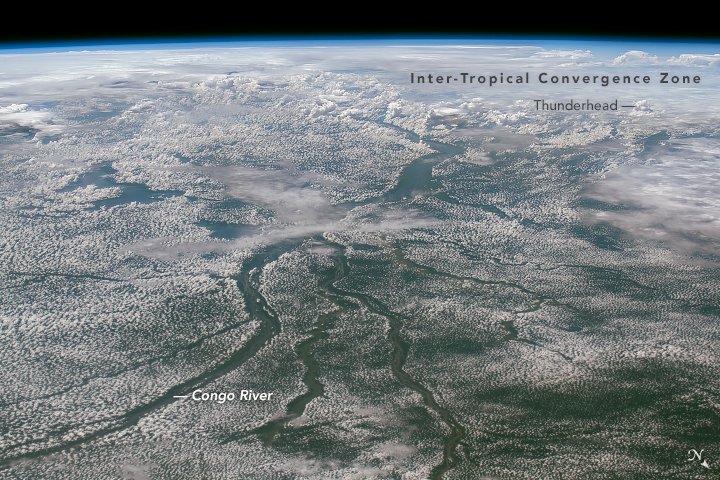
Abbassamento sul bacino del fiume Congo e di alcuni suoi affluenti. Notare l'assenza di nuvole sui fiumi dovuta alla subsidenza di aria più fredda che preclude la convezione, fenomeno inverso alla subsidenza. Fonte: NASA

Dati satellitari dal CERES hanno portato i ricercatori che indagavano sulla teoria di Lindzen a concludere che l'effetto Iris riscalderebbe invece l'atmosfera.
Lindzen ha contestato questa conclusione, sostenendo che la controreazione da nuvole alte fosse maggiore della reazione positiva stimata da Lin e altri.
Lindzen ha espresso il suo modo di vedere sulla validità dei modelli computerizzati del clima utilizzati per prevedere i futuri cambiamenti climatici.
Lindzen disse che il previsto riscaldamento è sovrastimato a causa del coinvolgimento della retroazione del vapore acqueo. La retroazione dovuta al vapore acqueo è il fattore più determinante nel calcolare quanto riscaldamento ci si deve attendere con un incremento della concentrazione di anidride carbonica, e tutti i modelli computerizzati esistenti danno per scontato una retroazione positiva ‒ cioè che, con il riscaldamento del clima, la quantità di vapor acqueo contenuto nell'atmosfera aumenterà, portando a un ancor maggiore riscaldamento. Al contrario, Lindzen crede che l'aumento di temperature provocherà in realtà una più ampia diminuzione dell'umidità a causa dell'aumento delle aree di subsidenza atmosferica come risultato dell'effetto Iris, annullando così un riscaldamento futuro.
Questa interpretazione è stata criticata dal climatologo Gavin Schmidt, direttore del Goddard Institute for Space Studies della NASA, che osserva la più generalmente accettata interpretazione degli effetti dell'Iris e cita casi empirici ove ampi e relativamente rapidi cambiamenti nel clima come gli El Niño, l'eruzione di tipo pliniano del Monte Pinatubo nel 1991, e la recente tendenza della temperatura globale e dei livelli di vapor acqueo aumentino con l'aumentare della temperatura, e diminuiscano con la sua diminuzione.
Contro la terza valutazione dell'IPCC, Lindzen ha affermato che i modelli climatici sono inadeguati. A dispetto degli errori accertati in questi modelli, ad es. il trattamento delle nuvole, i loro autori ritengono che le loro previsioni siano ancora valide. Lindzen ha sostenuto che a causa degli effetti non lineari dell'anidride carbonica nell'atmosfera, i livelli di CO2 sono maggiori di circa il 30% di quelli del periodo pre-industriale ma le temperature hanno risposto con circa il 75% di 0.6 °C del valore atteso per il raddoppio della CO2.
L'IPCC nel 2007 aveva stimato che un aumento della temperature dovuto al raddoppio della CO2 sarebbe stato di circa 3º, ± 1.5°.
Lindzen ha fornito stime della sensibilità climatica della Terra intorno agli 0.5 °C, basandosi sui dati ERBE. Queste stime furono criticate da Kevin E. Trenberth e altri, e Lindzen ammise che il suo documento conteneva "alcuni stupidi errori". Quando fu intervistato egli affermò:
(Commento di Lindzen al suo documento)
. Lindzen e Choi rividero il loro documento e lo sottomisero allo PNAS. I quattro revisori del documento, due dei quali erano stati scelti da Lindzen, criticarono fortemente il documento e lo PNAS lo respinse per la pubblicazione. Lindzen e Choi allora riuscirono a farlo pubblicare su una rivista coreana poco nota come documento del 2011. Andrew Dessler pubblicò un documento che trovò errori in quello di Lindzen e Choi del 2011 e concluse che le osservazioni ivi presentate:
((EN) A. E. Dessler, Cloud variations and the Earth's energy budget, in Geophysical Research Letters, vol. 38, n. 19, 2011,  pp. n/a, Bibcode:2011GeoRL..3819701D, DOI:10.1029/2011GL049236.)

### Comitato NAS
Nel 2001, Lindzen fece parte del Comitato di 11 membri organizzato dall' Accademia nazionale delle scienze degli Stati Uniti d'America. Il rapporto del comitato dal titolo: Climate Change Science: An Analysis of Some Key Questions (Scienza del cambiamento climatico: un'analisi di alcune questioni chiave), è stato ampiamente citato. Lindzen di conseguenza criticò pubblicamente il sommario del rapporto, per non aver riportato l'affermazione del testo completo che vent'anni di misure della temperatura erano un periodo troppo breve per valutare le tendenze a lungo termine.

### Attività con l'IPCC
Lindzen lavorò al Capitolo n. 7 del Gruppo di Lavoro 1 del IPCC, che considera i processi fisici attivi nel mondo climatico reale. In precedenza egli aveva contribuito al Capitolo n. 4 della Seconda valutazione dello stesso IPCC. Egli descrisse l'intero rapporto IPCC del 2001 come "un'ammirevole descrizione delle attività di ricerca nella scienza del clima" sebbene avesse criticato il I Sommario degli autori della politica.
Lindzen affermò nel maggio del 2001, che questo non aveva veramente riassunto il rapporto dell'IPCC ma era stato emendato per stabilire delle conclusioni più definitive. Egli pose anche l'accento sul fatto che il sommario non era stato scritto da soli scienziati. Il consiglio NAS cui Lindzen ha collaborato dice che il sommario è il risultato di un dialogo fra scienziati e politici.

### Lavoro presso il Cato Institute
Lindzen fu un citato oratore alla conferenze del Cato Institute "Global Environmental Crisis: Science or Politics?" del 5 giugno (Giornata mondiale dell'ambiente) e del 6 giugno 1991. La conferenza fu riconosciuta nel 2019 nel libro Kochland, dello scrittore Christopher Leonard, come primo non sottolineato segno negli sforzi da parte dei multimiliardari Charles e David Koch per promuovere interrogativi sulla scienza del clima. Cato fu pesantemente finanziato dai fratelli Koch per anni, e Lindzen fu prevalentemente citato nella brochure della conferenza.
(Il titolo della presentazione di Lindzen fatta alla conferenza fu Numeri critici nelle previsioni climatiche.)
In un annuncio del 27 dicembre 2013, l'Istituto disse che nella sua nuova posizione presso Cato, Lindzen avrebbe focalizzato "l'interazione tra scienza e personaggi politici" e che egli avrebbe studiato "se lo spostamento di grossi finanziamenti privati a sostegno pubblico abbia introdotto dei condizionamenti nella scienza e nelle politiche pubbliche ispirate dalla scienza."

## Visioni sul cambiamento climatico
Nel giugno 1992, un anno dopo la conferenza presso il Cato Institute, Lindzen ha firmato l'Appello di Heidelberg.
Egli ha criticato il Consenso scientifico sul cambiamento climatico globale, puntualizzando che gli scienziati sono proprio responsabili di sbagliare quando la scienza sembra puntare proprio in una direzione. Egli portò un'analogia nel 1996 tra il consenso nel primo e nella metà del XX secolo sull'eugenetica e l'attuale consenso sul riscaldamento globale. In un'intervista del 2007 al The Larry King Show, Lindzen disse:
(Da un'intervista concessa da Lindzen al The Larry King Show)
In un articolo pubblicato nel 2006 sul Wall Street Journal, Lindzen criticò il film-documentario di Al Gore sul riscaldamento globale Una scomoda verità.
In un editoriale del Wall Street Journal del 2009, Lindzen disse che la Terra stava appena emergendo dalla "Piccola era glaciale" nel XIX secolo e sostiene che non c'è da sorprendersi di vedere un riscaldamento dopo questa "era". Egli sostiene che le affermazioni dell'IPCC fossero:
Ora articoli dai maggiori centri creatori di modelli riconoscono che l'errore di questi modelli nell'anticipare l'assenza di riscaldamento nei passati dodici anni era dovuto all'errore di questi modelli nel prendere in considerazione questa variabilità interna. Allora anche la base per i deboli argomenti dell'IPCC a favore dei cambiamenti climatici di origine antropogenica si era mostrata falsa.»
(Richard S Lindzen, "The Climate Science Isn't Settled", The Wall Street Journal del 30 novembre 2009)
Secondo un articolo del New York Times  del 30 aprile 2012, "Il Dr. Lindzen accetta il principio elementare della scienza del clima. Egli è d'accordo che l'anidride carbonica sia un gas-serra, chiamando "pazze" le persone che contestano tale punto. Egli è d'accordo che il suo livello stia crescendo grazie all'attività umana e che questo dovrebbe riscaldare il clima." Egli crede anche che la diminuzione di cirri tropicali in un mondo più caldo consentirà alle radiazioni di maggior lunghezza d'onda di sfuggire dall'atmosfera contrastando così il riscaldamento. Lindzen pubblicò per la prima volta la sua teoria "iris" nel 2001 e le offrì maggior sostegno in un documento del 2009.

### Commenti indirizzati ai politici statunitensi
Iniziando nel 1991, Lindzen ha dato testimonianza più volte presso i comitati del Senato degli USA e della Camera riguardanti la sua conoscenza dello stato attuale delle ricerche sui cambiamenti climatici.
Nel 2001, Lindzen raccomandò l'Amministrazione Bush a non ratificare il Protocollo di Kyoto.  In una lettera al sindaco di Newton, David B. Cohen, Lindzen scrisse che egli era convinto che il Protocollo di Kyoto avrebbe aumentato il costo dell'energia elettrica senza contropartite, ponendo i Paesi sottoscrittori in svantaggio competitivo.
Nel 2017, Lindzen inviò una petizione al presidente Trump, chiedendogli di ritirare gli Stati Uniti dalla Convenzione ONU su Cambiamenti climatici. La petizione conteneva i nomi di "circa 300 eminenti scienziati e altre persone qualificate" e faceva appello agli Stati Uniti e ad altre nazioni affinché "cambiassero corso riguardo a un superato accordo internazionale che punta a diminuire i gas-serra" iniziando dall'anidride carbonica. Esso ricevette una considerevole attenzione dai mezzi di comunicazione di massa; 22 allora attivi o in pensione professori del MIT inviarono prontamente una lettera aperta a Trump dicendo che la petizione di Lindzen non rappresentava il loro punto di vista né quello dell'ampia maggioranza degli scienziati del clima. Lindzen e i suoi sostenitori pubblicarono allora in risposta una lettera di confutazione.

### Caratterizzazioni di Lindzen
Il 30 aprile 2012 un articolo sul New York Times riportava i commenti di numerosi altri esperti. Christopher S. Bretherton, un ricercatore sull'atmosfera presso l'Università di Washington, disse che Lindzen "sta alimentando un uditorio che desidera ascoltare un certo messaggio e vuole udirlo detto da persone che abbiano abbastanza reputazione scientifica che possa essere sostenuta per un certo tempo, anche se si tratta di scienza errata. Io non penso che tutto ciò sia affatto intellettualmente onesto."
Kerry A. Emanuel, un altro scienziato dello M.I.T., disse che i punti di vista di Lindzen «anche se non avessero implicazioni politiche paiono a vederli profondamente non professionali e irresponsabili e dico, "Siamo sicuri che non è un problema". Si tratta di un particolare tipo di rischio, poiché è un rischio per l'intera civiltà».
Un articolo del 1966 sullo stesso quotidiano conteneva i commenti di molti altri esperti. Jerry D. Mahlman, direttore del Geophysical Fluid Dynamics Laboratory, non accettava le affermazioni di Lindzen e disse che Lindzen aveva "sacrificato la sua brillantezza assumendo un atteggiamento che molti di noi percepisce come malsano." Comunque Mahlman ammise che Lindzen era un "formidabile oppositore". William M. Gray, dell'Università statale del Colorado, era fondamentalmente d'accordo con Lindzen, definendolo "coraggioso". Egli affermò che "Un mucchio di miei vecchi colleghi sono molto scettici sulle questioni del riscaldamento globale." Egli aggiunse che mentre lui guardava ad alcuni punti di vista di Lindzen come fallaci, disse che "complessivamente egli è in genere molto bravo". John Michael Wallace, dell'Università di Washington, era d'accordo con Lindzen che i progressi della scienza dei cambiamenti climatici erano stati esagerati, ma disse che vi erano "relativamente pochi scienziati che erano scettici sull'intera materia come lo è Dick [Lindzen]".
Il 10 novembre 2004 la versione on-line della rivista Reason scrisse che Lindzen "vuole scommettere che le temperature medie globali in 20 anni saranno di fatto più basse di quanto lo siano ora Comunque l'8 giugno 2005 scrissero che Lindzen insisteva di essere stato mal interpretato, dopo che James Annan lo aveva contattato per scommettere ma aveva sostenuto che "Lindzen voleva scommettere solo 50 a 1".
The Guardian scrisse nel giugno 2016 che Lindzen era stato il beneficiario della Peabody Energy, una compagnia carbonifera che aveva finanziato numerosi gruppi che contestavano il consenso sul clima.
Lindzen è stato chiamato negazionista del cambiamento climatico e di altri argomenti. Gli studenti laureati di Lindzen lo descrivono come "fieramente intelligente, con una profonda vena di contradditore."
La caratterizzazione di Lindzen come negazionista è stata rafforzata da rapporti ove egli afferma che il carcinoma del polmone è stato solo debolmente legato al fumo. Comunque, quando, durante un'intervista, parte di un documentario dell'Australian Broadcasting Corporation, gli fu chiesto di esprimersi in merito, Lindzen affermò che mentre "il caso del fumo passivo non sia una bella cosa […] l'Organizzazione mondiale della sanità ha anche detto questo" (riferendosi a uno studio del 1998 da parte dell'Agenzia internazionale per la ricerca sul cancro (IARC) sul fumo passivo (ETS)), d'altra parte "Il fumo diretto è un argomento più interessante […] Il caso del tumore ai polmoni è molto bello ma ignora anche il fatto che ci sono diversità nelle suscettibilità personali che studi giapponesi hanno messo in evidenza" Ancora, quando gli fu chiesto di chiarire la sua posizione da un blogger scettico sui cambiamenti climatici, Lindzen scrisse: "c'era una ragionevole casistica sul ruolo del fumo delle sigarette nel cancro ai polmoni, ma questa non era abbastanza forte da decidere che ogni domanda in merito fosse da escludere […] la casistica a proposito del fumo passivo è molto ma molto più debole, eppure la si sta trattando come se fosse un dogma."

## Riconoscimenti
Lindzen ha ricevuto il premio Meisinger and Charney dalla American Meteorological Society, la medaglia Macelwane dalla American Geophysical Union e il premio Leo dalla Wallin Foundation di Goteborg, Svezia. È membro dell'Accademia nazionale delle scienze degli Stati Uniti (NAS), e dell'Accademia norvegese di Scienze e Lettere e fu nominato membro dell'American Academy of Arts and Sciences, dell'American Association for the Advancement of Sciences, dell'Unione geofisica americana e della Società Meteorologica americana. È inoltre membro del Comitato NAS sui diritti umani e del Comitato del Consiglio Nazionale delle Ricerche degli USA per le scienze atmosferiche e il clima. È stato consulente per il Global Modeling and Simulation Group presso il Goddard Space Flight Center della NASA e scienziato distinto esterno presso il Jet Propulsion Laboratory del California Institute of Technology. Lindzen è anche un altamente citato ricercatore dell'Institute for Scientific Information, e la sua biografia è stata inserita nell'annuario American Men and Women of Science.

## Vita privata
Richard Lindzen e sua moglie, Nadine, hanno due figli. Gli interessi di Lindzen comprendono quello di radioamatore (sigla: WO1I), la fotografia e i tappeti orientali.

## Pubblicazioni (selezione)

### Articoli
(in lingua inglese salvo diverso avviso)
- Richard Siegmund Lindzen, Global Warming: The Origin and Nature of the Alleged Scientific Consensus, in Regulation, vol. 15, n. 2, 1992,  pp. 87-98. URL consultato il 23 ottobre 2019 (archiviato dall'url originale il 14 dicembre 2012).
- Richard Siegmund Lindzen, Global warming: the bogus religion of our age, in Daily Mail, 8 marzo 2007.
- Richard Siegmund Lindzen, Resisting climate hysteria, in Quadrant, 26 luglio 2009.
- Richard Siegmund Lindzen, The Climate Science Isn't Settled, in The Wall Street Journal, 30 novembre 2009.
- Richard Siegmund Lindzen, Alarmists keep ringing the bell, in The Australian, 24 aprile 2010.

### Libri
- (EN) Richard Siegmund Lindzen, Dynamics in Atmospheric Physics, Cambridge University Press, 1990, DOI:10.1017/CBO9780511608285, ISBN 978-0-521-01821-0. URL consultato il 23 ottobre 2019 (archiviato dall'url originale il 4 febbraio 2014).

### Pubblicazioni con revisione paritaria
- Richard Siegmund Lindzen, Turbulence and Stress Owing to Gravity Wave and Tidal Breakdown [collegamento interrotto], in Journal of Geophysical Research, vol. 86, C10, 1981,  pp. 9707-14, Bibcode:1981JGR....86.9707L, DOI:10.1029/JC086iC10p09707.
- Richard Siegmund Lindzen e Sumant Nigam, <2418:OTROSS>2.0.CO;2 On the Role of Sea Surface Temperature Gradients in Forcing Low-Level Winds and Convergence in the Tropics, in Journal of the Atmospheric Sciences, vol. 44, n. 17, 1987,  pp. 2418-36, Bibcode:1987JAtS...44.2418L, DOI:10.1175/1520-0469(1987)044<2418:OTROSS>2.0.CO;2.
- Richard Siegmund Lindzen, <0288:SCCGW>2.0.CO;2 Some Coolness Concerning Global Warming, in Bulletin of the American Meteorological Society, vol. 71, n. 3, 1990,  pp. 288-99, Bibcode:1990BAMS...71..288L, DOI:10.1175/1520-0477(1990)071<0288:SCCGW>2.0.CO;2.
- Richard Siegmund Lindzen, Can increasing carbon dioxide cause climate change?, in Proceedings of the National Academy of Sciences of the United States of America, vol. 94, n. 16, 1997,  pp. 8335-42, Bibcode:1997PNAS...94.8335L, DOI:10.1073/pnas.94.16.8335, PMC 33750, PMID 11607742.
- Richard Siegmund Lindzen, Ming-Dah Chou e Arthur Y. Hou, Does the Earth Have an Adaptive Infrared Iris?, in Bulletin of the American Meteorological Society, vol. 82, n. 3, 2001,  pp. 417-32, Bibcode:2001BAMS...82..417L, DOI:10.1175/1520-0477(2001)082<0417:DTEHAA>2.3.CO;2.
- Richard Siegmund Lindzen e Yong-Sang Choi, On the determination of climate feedbacks from ERBE data, in Geophysical Research Letters, vol. 36, n. 16, 2009, Bibcode:2009GeoRL..3616705L, DOI:10.1029/2009GL039628. URL consultato il 23 ottobre 2019 (archiviato dall'url originale il 2 novembre 2012).
- Choi Yong-Sang e Richard Siegmund Lindzen, Space observations of cold-cloud phase change, in Proceedings of the National Academy of Sciences, vol. 107, n. 25, 2010,  pp. 11211-11216, Bibcode:2010PNAS..10711211C, DOI:10.1073/pnas.1006241107, PMC 2895094, PMID 20534562.
- Richard Siegmund Lindzen e Yong-Sang Choi, On the observational determination of climate sensitivity and its implications, in Asia-Pacific Journal of the Atmospheric Sciences, vol. 47, n. 4, 2011,  pp. 377-90, Bibcode:2011APJAS..47..377L, DOI:10.1007/s13143-011-0023-x.
- Richard Siegmund Lindzen, Climate physics, feedbacks, and reductionism (and when does reductionism go too far?), in The European Physical Journal Plus, vol. 127, n. 5, 2011,  pp. 1-15, Bibcode:2012EPJP..127...52L, DOI:10.1140/epjp/i2012-12052-8.